# Pawel Wladimirowitsch Winogradow
Pawel Wladimirowitsch Winogradow (russisch Павел Владимирович Виноградов, wiss. Transliteration Pavel Vladimirovič Vinogradov; * 31. August 1953 in  Magadan, Oblast Magadan, Russische SFSR) ist ein russischer Kosmonaut.

## Ausbildung
Winogradow stammt aus der Hauptstadt der gleichnamigen russischen Verwaltungsregion Magadan. Nach der Hochschulreife ging er nach Moskau und begann im September 1970 eine Lehre am Staatlichen Luftfahrtinstitut (MAI). Er ließ sich zum Dreher ausbilden, bis er ein Jahr darauf in der Abteilung Fluggeräte im Fachbereich für Raketenproduktion zu studieren anfing. Im März 1977 erhielt er vom MAI sein Diplom als Maschinenbauingenieur. Danach wechselte er in die Abteilung für automatische Konstruktionssysteme und wurde zum Systemanalytiker ausgebildet (Abschluss 1980). Dabei entwickelte er Computerprogramme zur Konstruktion wiederverwendbarer Raumfahrzeuge und Software für aerodynamische Modelle.
1983 fing Winogradow als Ingenieur im Konstruktionsbüro bei NPO Energia (NPOE) an, das zu dem Zeitpunkt noch „Zentrales Konstruktionsbüro für experimentellen Maschinenbau“ hieß. Er war an Tests der Mannschaftskabine des Sojus-TM-Raumschiffs beteiligt gewesen, am Kopplungsmechanismus der Raumfähre Buran, sowie an neuen Lehrmitteln zur Ausbildung von Kosmonauten.

## Kosmonautentätigkeit
Winogradow wechselte am 2. Juni 1992 in die Kosmonautenabteilung von NPOE, nachdem er zusammen mit Sergei Treschtschow und Alexander Lasutkin am 3. März (10. NPOE-Gruppe) ausgewählt worden war. Die anderthalbjährige Basisausbildung begann im Oktober im „Sternenstädtchen“ bei Moskau und war im Februar 1994 abgeschlossen. Daran schloss sich ein weiterführender Kurs an, der neun Monate dauerte, und in dem er Überlebenstraining und Fallschirmsprung erlernte.
Pawel Winogradow wurde im Februar 1995 in die Ersatzmannschaft der 20. Stammbesatzung der Raumstation Mir berufen. Ein halbes Jahr später wurde er zum Bordingenieur der Besatzung von Sojus TM-24 ernannt. Zusammen mit seinem Kommandanten Gennadi Manakow trainierte er für einen halbjährigen Aufenthalt auf Mir, bis man im Juli 1996 Probleme am Herzen von Manakow diagnostizierte. Da russische Besatzungen nie auseinandergerissen werden, wurde die Mannschaft nur eine Woche vor dem Start durch deren Ersatzleute ausgetauscht.
Ab August 1996 trainierte Winogradow als Bordingenieur von Sojus TM-26.  Die Mission begann am 5. August 1997 unter dem Kommando von Anatoli Solowjow. Zwei Tage später erreichten die Kosmonauten die Mir-Station. Während ihres sechs Monate dauernden Programms erhielt die zweiköpfige Stammbesatzung auch amerikanischen Besuch: STS-86 machte zwischen dem 27. September und 3. Oktober 1997 Halt und STS-89 zwischen dem 24. und 29. Januar 1998. Winogradow und Solowjow verließen fünf Mal die Raumstation, um Außenbordtätigkeiten durchzuführen. Ihre Ablösung kam mit Sojus TM-27 Ende Januar 1998 gemeinsam mit dem französischen Gastkosmonauten Léopold Eyharts an. Beide Crews arbeiteten drei Wochen zusammen, bis Solowjow, Winogradow und Eyharts am 19. Februar 1998 zur Erde zurückkehrten.
Kurz darauf wurde Winogradow mit Waleri Korsun zu einer neuen Besatzung zusammengefasst. Sie sollten Ersatzcrew für die dritte und Flugmannschaft für die fünfte Stammbesatzung der Internationalen Raumstation (ISS) sein. Ein Jahr später, im Februar 1999, wurde Winogradow jedoch durch seinen Kollegen Sergei Treschtschow ersetzt. Dafür sollte Pawel Winogradow jetzt als Bordingenieur mit Salischan Scharipow die Ersatzbesatzung von Sojus TM-30 stellen. Anschließend war geplant gewesen, sie als 29. Stammbesatzung zur Mir zu schicken. Bevor es dazu kommen konnte, wurde die Station jedoch stillgelegt.
Ab Januar 2001 nahm Winogradow an einem Grundlehrgang für die Systeme der ISS teil, bis er Anfang Februar 2003 zum Leiter der Kosmonautenabteilung von NPOE ernannt wurde.
Seit Januar 2004 trainierte Winogradow für seinen Einsatz als Kommandant der ISS-Expedition 13. Zusammen mit dem Amerikaner Jeffrey Williams und dem Brasilianer Marcos Pontes brach er Ende März 2006 in Richtung Raumstation auf. Gastkosmonaut Pontes flog nach anderthalb Wochen zusammen mit der zwölften Langzeitbesatzung zur Erde zurück. Winogradow und Williams verließen Anfang Juni für sechseinhalb Stunden die Raumstation für Wartungsarbeiten. Fünf Wochen später machte STS-121 Halt an der ISS und brachte neben Nahrung, Ausrüstung und Experimenten ein weiteres Besatzungsmitglied – Thomas Reiter. Der Deutsche blieb auch noch an Bord, als Kommandant Winogradow und sein Bordingenieur Williams nach sechs Monaten mit Sojus TMA-8 Ende September 2006 ihren Aufenthalt in der Erdumlaufbahn beendeten.
Zu seinem dritten Langzeitflug brach Winogradow am 28. März 2013 auf. Als Kommandant steuerte er das Raumschiff Sojus TMA-08M zur ISS. Er arbeitet dort als Bordingenieur der ISS-Expedition 35. Am 19. April 2013 absolvierte Winogradow zusammen mit seinem russischen Kollegen Roman Romanenko seinen siebenten Außenbordeinsatz. Dabei tauschten sie verschiedene wissenschaftliche Experimente an der Außenhaut der ISS aus und installierten eine neue Navigationshilfe, wobei eine Versuchsbox mit Metallproben entschwebte. Nach der Abkopplung des Raumschiffs Sojus TMA-07M am 13. Mai 2013 übernahm Winogradow das Kommando auf der ISS, die Besatzung gehörte somit zur ISS-Expedition 36. Die Rückkehr zur Erde erfolgte am 11. September 2013. Mit 546 Tagen im All lag Winogradow danach auf Platz 9 der Raumfahrer mit dem längsten Aufenthalt im All, mit 60 Jahren lag er auf Platz 6 der ältesten Raumfahrer.
Pawel Winogradow ist verheiratet und hat drei Kinder.

## Zusammenfassung
| Nr. | Mission       | Funktion                 | Flugdatum | Flugdauer      |
| --- | ------------- | ------------------------ | --------- | -------------- |
| 1   | Sojus TM-26   | Bordingenieur            | 1997/1998 | 197d 17h 34min |
| 2   | Sojus TMA-8   | Kommandant               | 2006      | 182d 22h 43min |
| 3   | Sojus TMA-08M | Bordingenieur/Kommandant | 2013      | 166d 06h 15min |